# Plectris inopinata
Plectris inopinata är en skalbaggsart som beskrevs av Frey 1973. Plectris inopinata ingår i släktet Plectris och familjen Melolonthidae. Inga underarter finns listade i Catalogue of Life.